# غياه زار (مقاطعة فيروزآباد)
غياه‌زار (بالفارسية: گیاه‌زار) هي قرية تقع في قسم دادنجان الريفي في إيران. يقدر عدد سكانها بـ 10 نسمة بحسب إحصاء 2016.